# 阿布杜·拉曼·穆罕默德
阿布杜·拉曼·穆罕默德（馬來語：Abdul Rahman Mohamed，1945年—），通常簡稱阿布杜·拉曼、阿都拉曼，是一名已退役馬來西亞男子羽球運動員。
阿布杜·拉曼曾代表馬來西亞參加1970年湯姆斯盃國際男子羽球團體賽。他在對陣印尼的決賽中以前兩名單打上場兩次，第一次以12:15、2:15輸給梁海量，第一次以兩個5:15輸給翁振祥。最終馬來西亞以2-7輸給印尼而獲得亞軍。在同年年底的亞洲運動會上，他代表馬來西亞獲得男子團體賽銅牌。他也曾代表馬來西亞參加1971年亞洲羽球錦標賽，獲得男子團體賽銀牌。
在個人賽事方面，他曾參加1968年全英羽球錦標賽男子單打項目，但在第二輪輸給泰國選手查納榮·拉塔納散素旺。